# Inspector Gadget (película)
El inspector Gadget es una película de comedia de superhéroes de 1999 dirigida por David Kellogg y escrita por Kerry Ehrin y Zak Penn a partir de una historia de Ehrin y Dana Olsen. Basada libremente en la serie de televisión animada de 1983-1986 del mismo nombre, la película está protagonizada por Matthew Broderick como el personaje principal, Rupert Everett como el Dr. Garra, Michelle Trachtenberg como Penny y Dabney Coleman como el Jefe Quimby. Se presentaron cinco nuevos personajes: la Dra. Brenda Bradford (interpretada por Joely Fisher), Sykes (interpretada por Mike Hagerty), Kramer (interpretada por Andy Dick), el alcalde Wilson (interpretada por Cheri Oteri) y Gadgetmobile (con la voz de D. L. Hughley). La película cuenta la historia del origen del inspector Gadget mientras intenta frustrar un malvado complot ideado por el villano de la serie, el Dr. Garra. Fue filmada en Pittsburgh, Pensilvania; Baton Rouge, Luisiana; y Los Ángeles, California, con la torre principal con forma de castillo del PPG Place de Pittsburgh desempeñando un papel central.
Producida por Caravan Pictures y DIC Entertainment (que era propiedad de The Walt Disney Company en el momento de la producción), la película fue estrenada en cines por Walt Disney Pictures el 23 de julio de 1999. Fue la última película producida por Caravan Pictures, antes de que la compañía se fusionara con Spyglass Entertainment. También estuvo dedicado a la memoria del diseñador de producción Michael White, quien murió el 19 de enero de 1999 en Los Ángeles durante la producción de la película a la edad de 36 años.
La película tuvo una recaudación mundial de 134 millones de dólares frente a un presupuesto de 90 millones de dólares, y también recibió críticas negativas de los críticos, que elogiaron la actuación, pero criticaron el guion, los efectos visuales, la edición, el humor y la falta de fidelidad al material original (particularmente con el Dr. Claw mostrando su rostro). El estudio perdió aproximadamente 30 millones de dólares. Le siguió la secuela directa a vídeo de 2003, Inspector Gadget 2, aunque solo D. L. Hughley repitió su papel como la voz del dispositivo móvil.

## Sinopsis
Al comienzo de la película John tiene un sueño donde el ya es oficial de policía de la ciudad de Riverton, mismo que ve una situación de crisis al ver un autobús sin frenos y unos infantes más su mascota a punto de ser arrollados por el mismo, para ello el oficial corre y rescata a los niños cargándolos y aventando al perro hacia arriba, del mismo modo toma un gancho de una grúa de arrastre para anclarla al autobús mismo que se detiene de manera exitosa también rescatando al perro, siendo un sueño de John donde despierta y comienza su día enterandose de la noticia que no fue aceptado en la academia de policía pensando que 2 años como oficial privado no son suficientes aun así comienza su día como cualquier otro.
De esta forma comienza la historia donde John Brown (Matthew Broderick) trabaja como un oficial de seguridad privada en el laboratorio de robótica Bradford, propiedad de la doctora Brenda Bradford (Joely Fisher) y su padre Artemus Bradford (René Auberjonois) y especializado del tanto cuando un millonario llamado Sanford Scolex roba el pie en el que Brenda y su padre estaban trabajando durante años y en una emboscada planeada asesina el padre de Brenda, sin embargo John fue testigo de lo que vio y ver a Brenda triste y llorando por la muerte de su padre, John no duda en ir tras Scolex llevándolo hasta la justicia. La persecución parecía estar como un masacre pero al final la limusina de Scolex es inmovilizada cuando un cartel de Yahoo cae sobre ella dejando a John y Scolex a solas, John le ordena a Scolex salir de la limusina con las manos en alto, Scolex lo hace pero solo para lanzar una bomba en forma de habano en el auto de John con el atrapado ahí, John trata de salir del auto pero no tuvo tanta suerte y la bomba explota destruyendo el auto lesionándolo al instante. 
Simultáneamente para Scolex también tuvo su propia consecuencia de lo que hizo ya que tras explotar el auto de John la bola de boliche que estaba ahí dentro salió volando por los aires y justamente cae en la mano de Scolex ocasionando que su mano fuera reemplazada por una garra mientras que como se menciona antes John había sobrevivido a la explosión y de inmediato es ingresado en el hospital pero con heridas muy graves en todo el cuerpo.
Brenda al ver la valentía que tuvo John de vengar a su padre decide convertir a John en mitad humano y mitad máquina con un programa de gadgets en el que su padre estuvo trabajando para que así sea el mejor agente de policía de todo Riverton, mientras tanto en la guarida de Scolex, este planea mover el pie que robo del padre de Brenda para ganar dinero pero no importa cuantas veces lo intentaba no llegaba a moverlo, regresando con John, este despierta después de haber sido intervenido quirurgicamente y ciberneticamente así sus heridas ya estaban sanadas sin embargo tenía problemas para moverse como si fuera un robot (que de hecho lo es) en eso ve su mano con características especiales como por ejemplo en uno de sus dedos sale un cepillo de dientes y en otro un perfume y en su pie dispara un cohete de fuego artificial, John impactado por la impresión de su nuevo cuerpo sale corriendo en eso se encuentra con Brenda y al ver a John asustado decide ayudarlo para convertirse el mejor policía como el soñó dándole un manual sobre los comandos de gadgets que tiene en su cuerpo y sistema para lo cual también le da un traje de detective ahí entonces practican sobre la activación de los gadgets comandos (con la frase "Go Go Gadget"), el activó el gadget chorro de aceite que en realidad era un dentífrico y pierde el control sin saber como desactivarla, después de eso el agente practica sobre extender sus brazos como cuerdas para agarrar objetos lejanos pero vuelve a fracasar incluso lesionando al guru que le enseñaba a controlarse, en eso Brenda le enseña su nuevo auto en el que lo llama "Gadget Móvil" John se siente sorprendido por su nuevo auto, pero este auto no era cualquier auto, este auto cobra vida después de que John dijo las palabras "Go Go Gadget Móvil" activandolo en el acto, en eso el Gadget Móvil se activa con un modo de piloto automático bastante peculiar y coinciden en una parada con dos criminales que fugaron de la prisión de Riverton tratando de abrir la puerta de un auto, pero John cree que han perdido las llaves y los ayuda a abrir la puerta en eso el Gadget Móvil activa la sirena policial y le dice a John que son unos criminales fugados en ese entonces John logra capturar a uno de los criminales y el Gadget Móvil consigue capturar el otro camuflándose de un arbusto haciendo que el criminal se tropieza en el mismo en eso el jefe de la policía de Riverton contrata al agente por su buena acción de capturar a esos dos criminales y llevarlos hasta la justicia sin embargo solo lo envía en misiones para rescatar gatos atrapados de un árbol y otras misiones menores, así que le pide a su jefe que lo asigne a la misión del caso de Scolex (el asesino del padre de Brenda) pero se niega así que John decide a buscar información por su cuenta y encuentra una pista diciendo "SI" significando algo que no sabe aún.
Mientras tanto uno de los secuaces de Scolex crea una versión falsa de John Brown (RoboGadget) pero malvado y cruel haciendo que este causara desastre en todo Riverton equipado incluso con armamento de alto poder, en eso John junto con su sobrina Penny y con el Gadget Móvil trata de resolver el misterio de la pista "SI" y en eso ven un camión que dice "Scolex Industries" lo que llega a resolver la pista de lo que significaba la palabra "SI" en eso John recuerda que Scolex es el responsable del asesinato del padre de Brenda y el robo del pie y justo ahora Brenda esta en las oficinas de Scolex, pero apenas consigue llegar advirtiéndole que Scolex es un canalla que asesinó a su padre y en eso se infiltra secretamente en la residencia de Scolex y ahí encuentra el pie y consigue recuperarlo pero al agarrarlo suena la alarma del robo del pie y Scolex consigue atrapar a John, lo confronta y lo desactiva quitando su chip que lo mantiene activo y lo destruye y se lo lleva al basurero. Mientras tanto RoboGadget está ocasionando problemas en el departamento de policía de Riverton incendiando documentos policiacos y asustando a varias personas. 
En eso Penny junto con Brenda y el Gadget Móvil localizan a John en el basurero pero lo ven totalmente desactivado y algo maltrecho sin nada que se puede hacer sin el chip Gadget dejando todos tristes sin embargo los sistemas de John se reactivan por sí solas volviendo a hacer que John este en funcionamiento sin la ayuda del chip dejando a todos contentos y John junto con el Gadget Móvil y Brenda siguen con la misión de capturar al malvado Scolex sin embargo en la persecución, John cae junto con RoboGadget en mitad de un puente y tienen una pelea en el que John gana al desconectar su cabeza con un interruptor en el cuello la cual le dice que juntos dominarian el mundo pero coincidiendo que está loca dicha cabeza la tira al río y vas tras Scolex activando el gadget cóptero y lo encuentra en su helicóptero con Brenda a punto de ser llevada por el pero John consigue arreglárselas para dejar la mano garra de Scolex fuera de control y el helicóptero y así John consigue rescatar a Brenda aterrizando en la fuente del edificio, misma que delata que recupera su función humana al respirar manteniendo su sistema cibernético aún, del mismo modo Scolex es capturado por el Gadget Móvil tras saltar en un paracaídas desde el helicóptero incluso donde el Gadget Movil lo noquea hacia el asiento trasero mencionando que es un error pero Penny convence al jefe de policía que los crímenes que se vio por John no los hizo el sino una versión falsa de él creada por Scolex haciendo confesar al secuaz de Scolex por sus sentimientos y Scolex jura vengarse de John siendo arrestado y exonerando a John más aún incorporándolo formalmente al departamento de policía tras esta acción todo esto resultando en un final feliz viendo a John y Brenda besándose y el Gadget Movil yendo tras un VW Beetle enamorándose de él.
Aquí la historia continua en la película Inspector Gadget 2 de como Scolex ahora cambiando su nombre a Doctor Garra y John Brown llamándose solo Inspector Gadget nada más. Además de que el escenario de la ciudad de Riverton ahora en una locacion en Brisbane, Australia.

## Reparto
| Actor                 | Personaje                              | Doblaje en España        | Doblaje en Hispanoamérica |
| --------------------- | -------------------------------------- | ------------------------ | ------------------------- |
| Matthew Broderick     | John Brown/Inspector Gadget/RoboGadget | Sergio Zamora            | Sergio Guitérrez Coto     |
| Rupert Everett        | Sanford Scolex/Dr. Claw                | Juan Carlos Gustems      | Gerardo Reyero            |
| Joely Fisher          | Dra. Brenda Bradford/RoboBrenda        | Alba Sola                | Ilia Gil                  |
| Michelle Trachtenberg | Penny                                  | Graciela Molina          | Vanessa Garcel            |
| Andy Dick             | Kramer                                 | Alberto Mieza            | Jesús Barrero             |
| Cheri Oteri           | Alcaldesa Wilson                       | Concha Valero García     | Dulce María Romay         |
| Michael G. Hagerty    | Sykes                                  | Paco Gázquez             | Mario Sauret              |
| Dabney Coleman        | Comisario Quimby                       | Pepe Mediavilla          | Luis Bayardo              |
| D.L. Hughley          | Voz del Gadgetomóvil                   | Óscar Barberán           | Mario Filio               |
| René Auberjonois      | Prof. Artemus Bradford                 | Antonio Gómez De Vicente | César Arias               |

## Lista de gadgets

### Inspector Gadget
- Gadget airbag: Su gabardina se infla con el aire. Destruido por RoboGadget.
- Gadget brazos, piernas y cuello: Sus brazos, piernas y cuello pueden estirarse a grandes longitudes. Sus piernas contienen muelles para impulsarse al correr.
- Gadget globo: Un globo sale de uno de sus dedos y se infla solo.
- Gadget patines: Unos patines le salen de las suelas de los zapatos.
- Gadget burbujas: Un aparato de pompas de jabón sale de uno de los dedos de Gadget y echa burbujas sin necesidad de aire.
- Gadget spray: Un spray para el aliento sale del dedo meñique de Gadget.
- Gadget cóptero: Unas hélices de helicóptero con unos manillares para agarrarse le salen del sombrero permitiéndole volar. Destruido por Scolex.
- Gadget oreja: La oreja de Gadget se suelta y se pega a un objeto. Gadget está unido a ella mediante un cable amarillo, y oye a través de él.
- Gadget garfio: Un garfio sale del sombrero de Gadget. Tiene tal longitud que puede llegar hasta la azotea de un rascacielos.
- Gadget mano: Una mano mecánica le sale del sombrero. Es cortada por RoboGadget con unas guadañas.
- Gadget sombrero: Cuando está deteniendo a alguien, en la banda negra del sombrero de Gadget aparece la clásica frase de: Tiene derecho a guardar silencio, todo lo que diga puede usarse en su contra…
- Gadget bombilla: Una bombilla le sale del sombrero mientras piensa y se enciende cuando se le ocurre algo.
- Gadgeto micrófono: Un micrófono se coloca sobre su boca.
- Gadgeto mechero: Un mechero sale de su dedo pulgar.
- Gadget lupa: Una lupa le sale del sombrero. Puede intensificarse el aumento hasta 4 niveles.
- Gadget aceite: Un tubo le sale por la manga y debería disparar aceite, pero en realidad dispara dentífrico. Sin embargo, es activado por la frase “Go Go Gadget chorro de aceite”)
- Gadget parasol: Un parasol le sale del sombrero, actuando como paracaídas.
- Gadget bolígrafo: Un bolígrafo sale de uno de sus dedos.
- Gadget teléfono: La mano de Gadget se transforma en un teléfono. La antena le sale del pulgar y se habla por el meñique. Además, tiene su propio número de teléfono.
- Gadget muelles: Unos muelles salen de las suelas de sus zapatos y le permiten avanzar a grandes saltos.
- Gadgeto cohete: El zapato de Gadget se abre y dispara un cohete.
- Gadget tijeras: Unas tijeras salen de uno de sus dedos. Pueden abrirse y cerrarse solas mediante un muelle.
- Gadget esquís: Unos esquís salen de las suelas de sus zapatos. Son destruidos durante una persecución, porque la fricción de la carretera era muy fuerte para los esquís.
- Gadget traductor de idiomas: Traduce “si” a “yes” (en la versión original). Es posible que pueda traducir otros idiomas, pero no se ve en la película.
- Gadget ventosas: Unas ventosas salen de las suelas de sus zapatos. Son muy resistentes, ya que pueden mantener a Gadget pegado al techo durante un largo rato.
- Gadget dulces: Un expendedor de caramelos Pez con forma de cabeza de pato sale de uno de sus dedos.

### RoboGadget
- Gadget lanzallamas: Un lanzallamas le sale del sombrero, lanzando potentes llamaradas.
- Gadget ametralladoras: Dos ametralladoras reemplazan las manos de RoboGadget.
- Gadget mazo: Un mazo, no se ve en qué parte del cuerpo de RoboGadget aparece.
- Gadget piernas: Igual que las piernas de Gadget, pueden extenderse. No se ve si RoboGadget puede estirar sus brazos y su cuello.
- Gadget guadañas: Dos guadañas reemplazan las manos de RoboGadget.
- Gadget tarántula: Una tarántula sale de la boca de RoboGadget (en realidad era lo que le daba energía).

## Recepción

### Respuesta crítica
La película tuvo una muy mala recepción por parte de los críticos y de los fanáticos criticando su poco parecido con la serie original. En Rotten Tomatoes, la película tiene una calificación de 21%, basada en 62 reseñas, mientras que en Metacritic informa una calificación de 36 sobre 100, con base en 22 críticas, lo que indica "revisiones generalmente desfavorables".
Lawrence Van Gelder de The New York Times declaró que "desperdicia un montón de buenos talentos". En su crítica para el Chicago Sun-Times, Roger Ebert mencionó que los fanáticos se enojaron cuando el Dr. Claw se revela a sí mismo en la película.
No obstante la película alcanzó cierto estatus de culto con el paso del tiempo al ser considerada una variante que combinaba comedia con una trama un tanto cuanto seria, para ello también sentó un precedente para poder hacer futuras películas de franquicias ya establecidas con una cierta tónica de realidad adaptada al mundo de ficción(dicha tendencia aceleró la creación de películas más elaboradas que no olvidan al personaje principal siendo unas en tez cómica y otras más serias de distintas productoras y estudios) además se convirtió en la última película realizada por Caravan Pictures,poco antes de ser absorbidos poco después por Disney.

### Taquilla
La película fue un éxito de taquilla moderado con un total mundial bruto de $ 134.4 millones en todo el mundo, frente a un presupuesto de $ 90 millones.  En su fin de semana de estreno, la película recaudó $ 21.9 millones, terminando en segundo lugar en la taquilla detrás de The Haunting ($ 33.4 millones). En el Reino Unido, recaudó un poco más de £ 7 millones.
- Datos: Q1535654